# Gaetano Koch

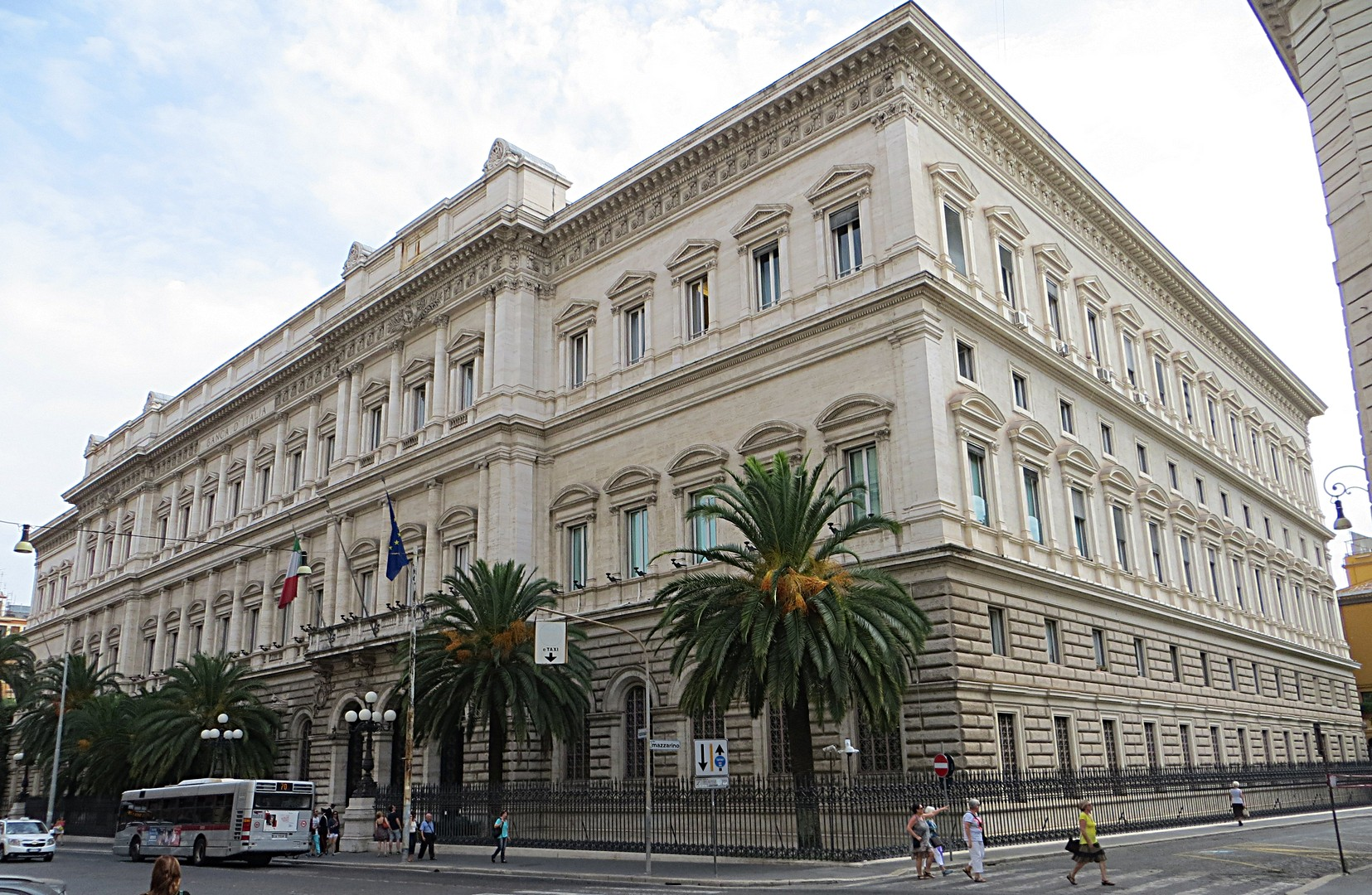
Palazzo della Banca d'Italia a Roma

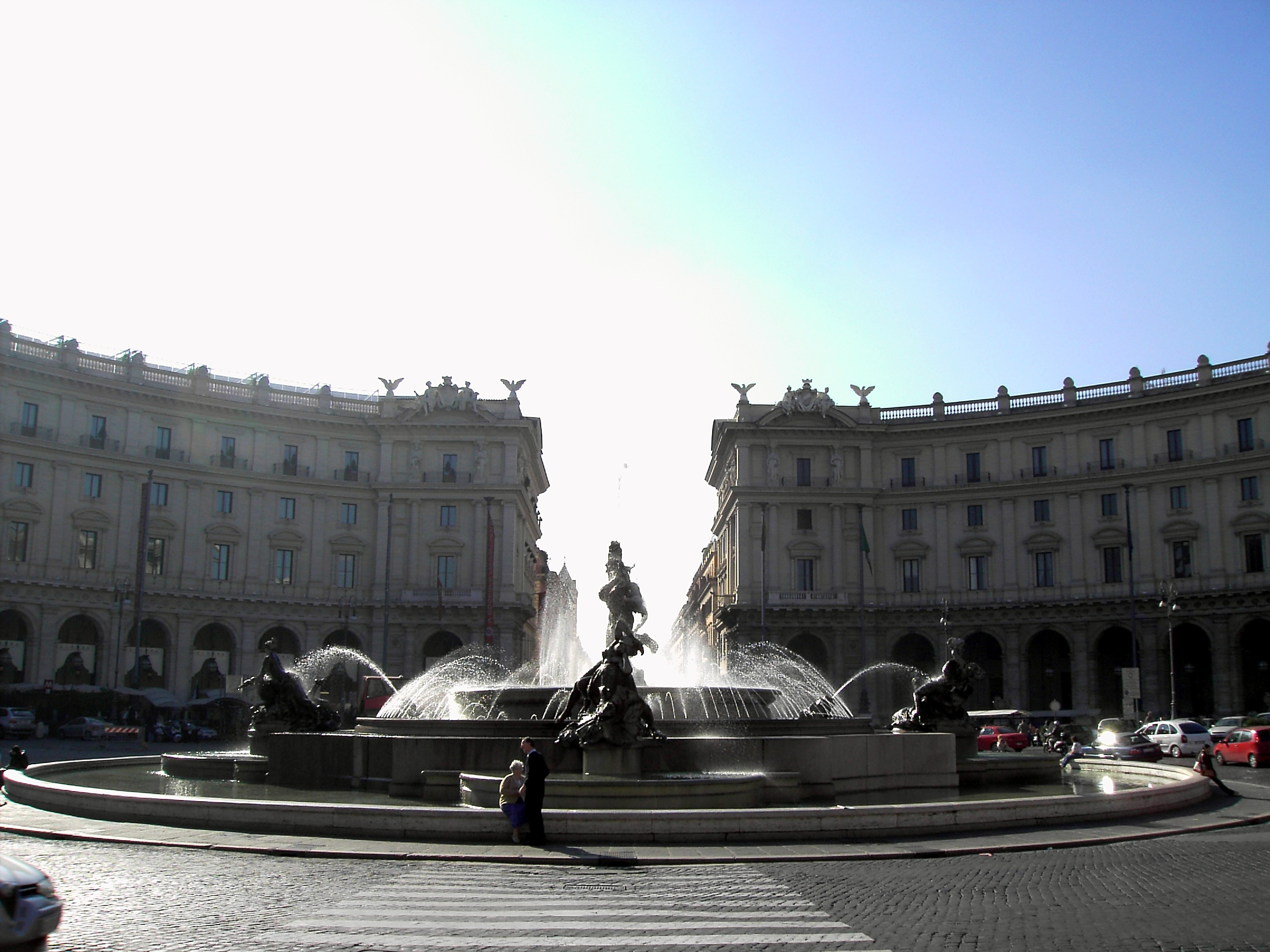
I Palazzi dell'Esedra (oggi piazza della Repubblica)

Gaetano Koch (Roma, 9 gennaio 1849 – Roma, 14 maggio 1910) è stato un architetto italiano.

## Biografia
Attivo durante la fine del XIX secolo, è stato uno dei più celebri architetti di Roma capitale del nuovo Regno d'Italia.
Il suo padre era di origine tirolese; suo nonno era il pittore Joseph Anton Koch. La madre, Cassandra Ranaldi (1783-1857), era romana originaria di Olevano Romano. Sua moglie fu Irina del Proposto.
Koch si laureò nel 1872 in architettura e ingegneria civile, proprio mentre l'Urbe, appena divenuta capitale del Regno, assisteva alla più intensa espansione edilizia dai tempi dell'impero romano. In questa effervescenza costruttiva, a Koch, nonostante la giovane età, furono affidati i primi incarichi professionali nell'ufficio tecnico della Società dell'Esquilino, che costruiva i grandi immobili destinati alla borghesia impiegatizia attorno alla nuova Piazza Vittorio e al quartiere allora detto De Merode.
Dopo questi progetti, che rappresentarono il suo trampolino di lancio, per i successivi trent'anni l'ingegnere continuò a progettare in particolare grandi immobili o edifici commissionati da famiglie dell'aristocrazia e dell'alta borghesia.

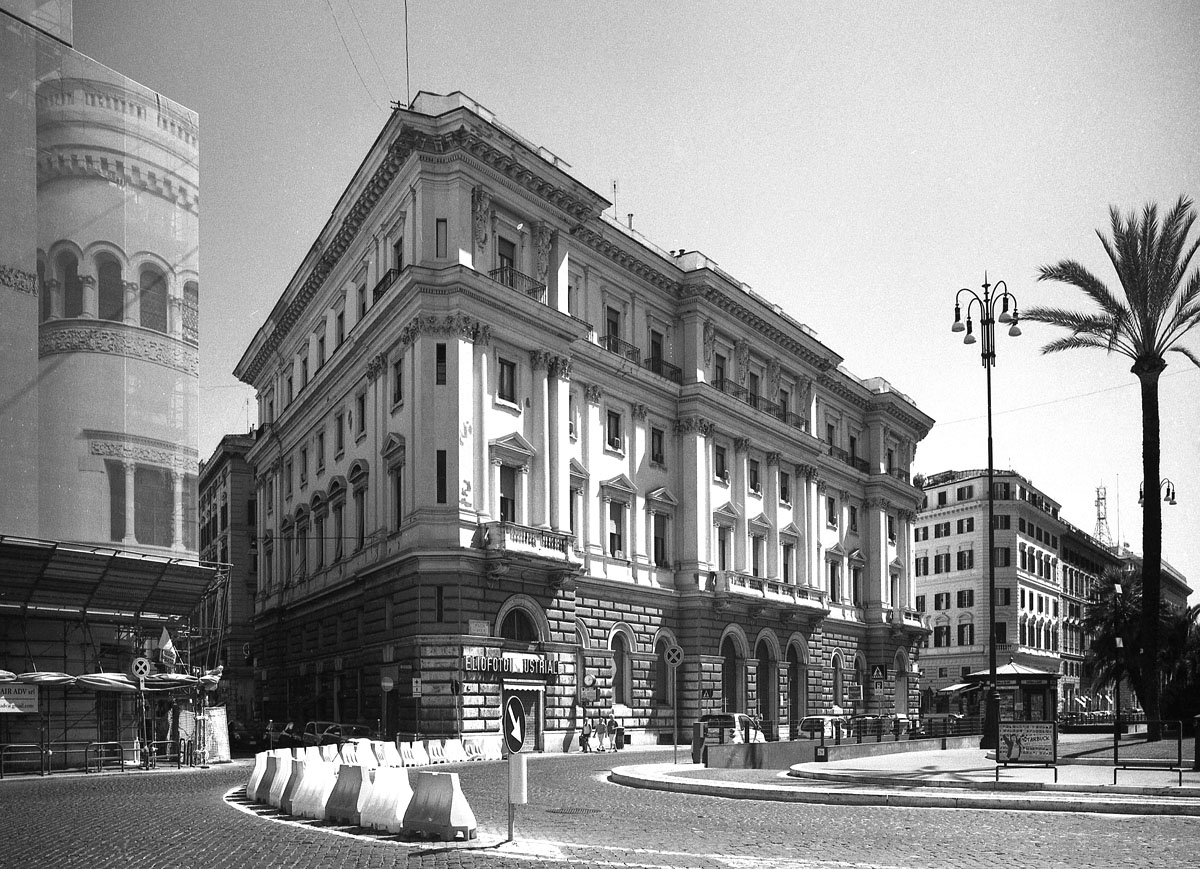
Palazzo De Parente a piazza Cavour

Il suo nome è legato soprattutto ad alcune delle opere principali realizzate nella Roma umbertina: Palazzo Koch, sede della Banca d'Italia, i due palazzi a portici che formano Piazza della Repubblica edificati sull'esedra delle Terme di Diocleziano tra il 1887 ed il 1898, il palazzo De Parente a Piazza Cavour del 1890.
Sempre a Roma, portano la sua firma inoltre il Palazzo Mengarini, residenza romana dei Carandini, e Palazzo Piombino, l'attuale sede dell'Ambasciata degli Stati Uniti in Via Veneto.
Ha anche lavorato per la famiglia Hueffer, con il villino in Via Nazionale 191, oltre ad aver costruito un palazzo sulla piazza Cavour, piazza sede del "nuovo" tribunale e dell'erigendo "Politeama" (attuale cinema Adriano).
Nel 1905, dopo la morte di Giuseppe Sacconi, che ne fu il progettista, collaborò anche alla realizzazione del Vittoriano come direttore dei lavori, insieme a Manfredo Manfredi e Pio Piacentini.
Fu anche autore delle decorazioni dell'aula magna del Palazzo Comunale di Recanati.
Una Via di Villa Koch nella zona di Piazza Bologna ricorda il luogo dove sorgeva la sua residenza suburbana.